# Puttelange-aux-Lacs
Puttelange-aux-Lacs és un municipi francès, situat al departament del Mosel·la i a la regió del Gran Est. L'any 2007 tenia 3.185 habitants.

## Demografia

### Població
El 2007 la població de fet de Puttelange-aux-Lacs era de 3.185 persones. Hi havia 1.240 famílies, de les quals 299 eren unipersonals (109 homes vivint sols i 190 dones vivint soles), 424 parelles sense fills, 400 parelles amb fills i 117 famílies monoparentals amb fills.
La població ha evolucionat segons el següent gràfic:
Habitants censats

### Habitatges
El 2007 hi havia 1.653 habitatges, 1.261 eren l'habitatge principal de la família, 274 eren segones residències i 118 estaven desocupats. 1.261 eren cases i 387 eren apartaments. Dels 1.261 habitatges principals, 894 estaven ocupats pels seus propietaris, 327 estaven llogats i ocupats pels llogaters i 40 estaven cedits a títol gratuït; 8 tenien una cambra, 98 en tenien dues, 195 en tenien tres, 337 en tenien quatre i 623 en tenien cinc o més. 1.041 habitatges disposaven pel capbaix d'una plaça de pàrquing. A 565 habitatges hi havia un automòbil i a 541 n'hi havia dos o més.

### Piràmide de població
La piràmide de població per edats i sexe el 2009 era:
| Homes | Edats   | Dones |
| ----- | ------- | ----- |
| 0     | 95 o +  | 0     |
| 0     | 90 a 94 | 4     |
| 8     | 85 a 89 | 24    |
| 4     | 80 a 84 | 24    |
| 44    | 75 a 79 | 60    |
| 52    | 70 a 74 | 88    |
| 92    | 65 a 69 | 84    |
| 84    | 60 a 64 | 96    |
| 60    | 55 a 59 | 84    |
| 108   | 50 a 54 | 100   |
| 152   | 45 a 49 | 168   |
| 120   | 40 a 44 | 128   |
| 108   | 35 a 39 | 84    |
| 92    | 30 a 34 | 104   |
| 132   | 25 a 29 | 100   |
| 80    | 20 a 24 | 104   |
| 148   | 15 a 19 | 88    |
| 120   | 10 a 14 | 80    |
| 72    | 5 a 9   | 92    |
| 60    | 0 a 4   | 52    |

## Economia
El 2007 la població en edat de treballar era de 2.105 persones, 1.401 eren actives i 704 eren inactives. De les 1.401 persones actives 1.190 estaven ocupades (669 homes i 521 dones) i 211 estaven aturades (107 homes i 104 dones). De les 704 persones inactives 249 estaven jubilades, 131 estaven estudiant i 324 estaven classificades com a «altres inactius».

### Ingressos
El 2009 a Puttelange-aux-Lacs hi havia 1.256 unitats fiscals que integraven 3.142 persones, la mediana anual d'ingressos fiscals per persona era de 16.477 €.

### Activitats econòmiques
Dels 175 establiments que hi havia el 2007, 1 era d'una empresa extractiva, 4 d'empreses alimentàries, 6 d'empreses de fabricació d'altres productes industrials, 25 d'empreses de construcció, 39 d'empreses de comerç i reparació d'automòbils, 4 d'empreses de transport, 18 d'empreses d'hostatgeria i restauració, 6 d'empreses d'informació i comunicació, 7 d'empreses financeres, 8 d'empreses immobiliàries, 16 d'empreses de serveis, 25 d'entitats de l'administració pública i 16 d'empreses classificades com a «altres activitats de serveis».
Dels 59 establiments de servei als particulars que hi havia el 2009, 1 era una oficina d'administració d'Hisenda pública, 1 gendarmeria, 1 oficina de correu, 4 oficines bancàries, 1 funerària, 4 tallers de reparació d'automòbils i de material agrícola, 2 tallers d'inspecció tècnica de vehicles, 2 autoescoles, 6 paletes, 8 guixaires pintors, 3 lampisteries, 2 empreses de construcció, 7 perruqueries, 1 veterinari, 11 restaurants, 1 agència immobiliària, 2 tintoreries i 2 salons de bellesa.
Dels 23 establiments comercials que hi havia el 2009, 3 eren supermercats, 1 una botiga de més de 120 m², 5 fleques, 1 una fleca, 1 una peixateria, 5 botigues de roba, 1 una botiga d'equipament de la llar, 2 drogueries, 1 una perfumeria i 3 floristeries.
L'any 2000 a Puttelange-aux-Lacs hi havia 11 explotacions agrícoles que ocupaven un total de 632 hectàrees.

## Equipaments sanitaris i escolars
El 2009 hi havia 2 centres de salut, 2 farmàcies i 2 ambulàncies.
El 2009 hi havia 1 escola maternal i 2 escoles elementals. Puttelange-aux-Lacs disposava d'un col·legi d'educació secundària amb 533 alumnes.

## Poblacions més properes
El següent diagrama mostra les poblacions més properes.